# Kaddid

Le kaddid (en arabe maghrébin : قديد ; en tamazight : acedluḥ) est de la viande séchée stockée pour de longues périodes dans les pays du Maghreb. Il s'agit de viande (généralement de mouton) salée et séchée à l'air libre.

## Appellations
Le kaddid est appelé aussi gueddid. Au Maghreb, on trouve les appellations suivantes selon les régions :
- acedluḥ ;
- cherrih ;
- gueddid ;
- keddid ;
- khlii.

## Technique de préparation
L’opération consiste à couper la viande en longues lamelles plutôt fines avant de la saler copieusement. La viande est ensuite exposée à l’air libre dans un endroit propre durant plusieurs semaines jusqu’à séchage complet. La chair boucanée ainsi obtenue est conservée de préférence dans des récipients en terre cuite, hermétiquement fermés, à l’abri de l’air et de l’humidité.
Le gueddid peut être conservé plusieurs mois. Parfois, il est assaisonné au moment de sa préparation avec de la coriandre, du poivre noir et du piment rouge pour en rehausser le goût.

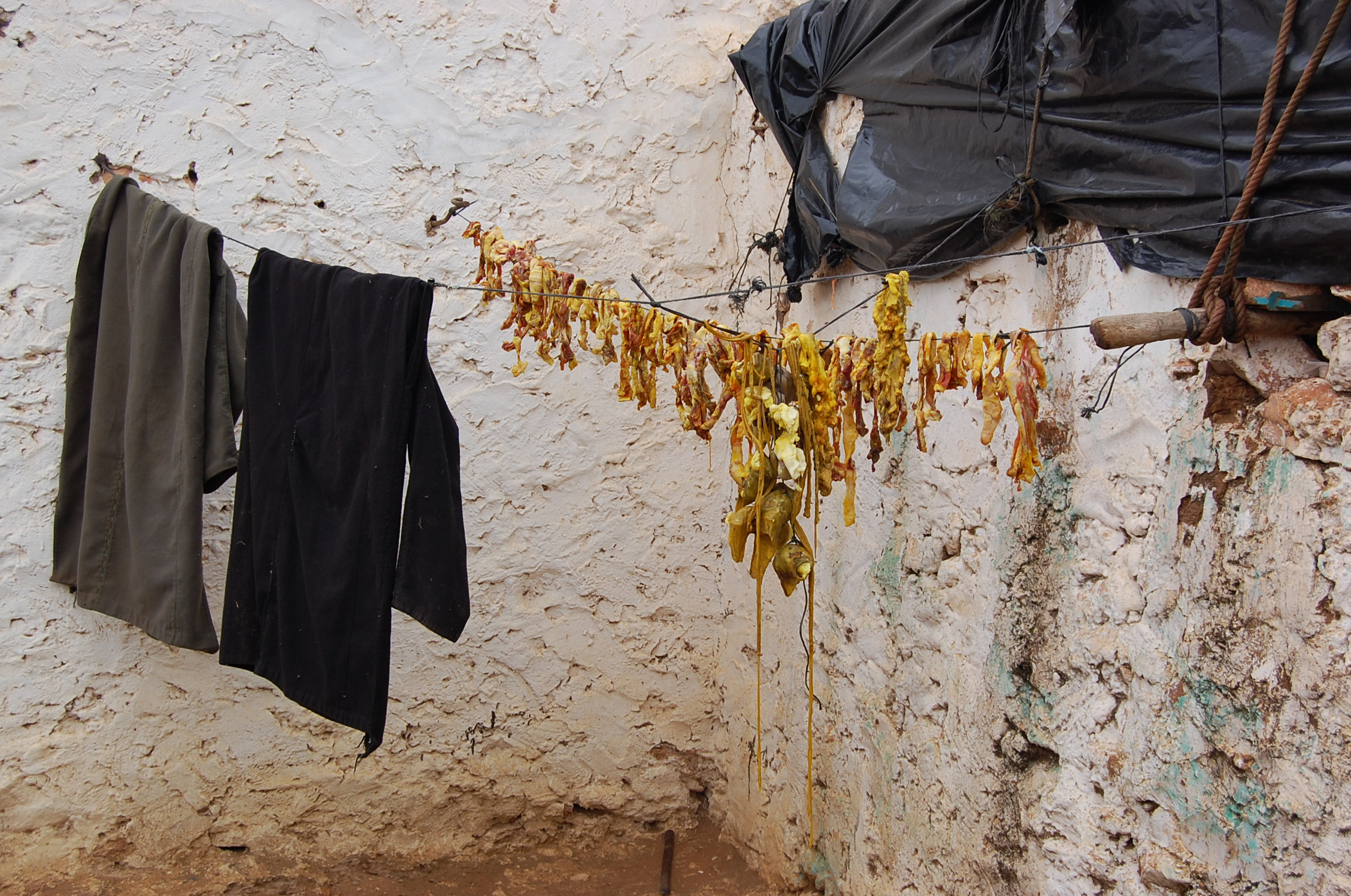
Séchage sur un fil à lessive.
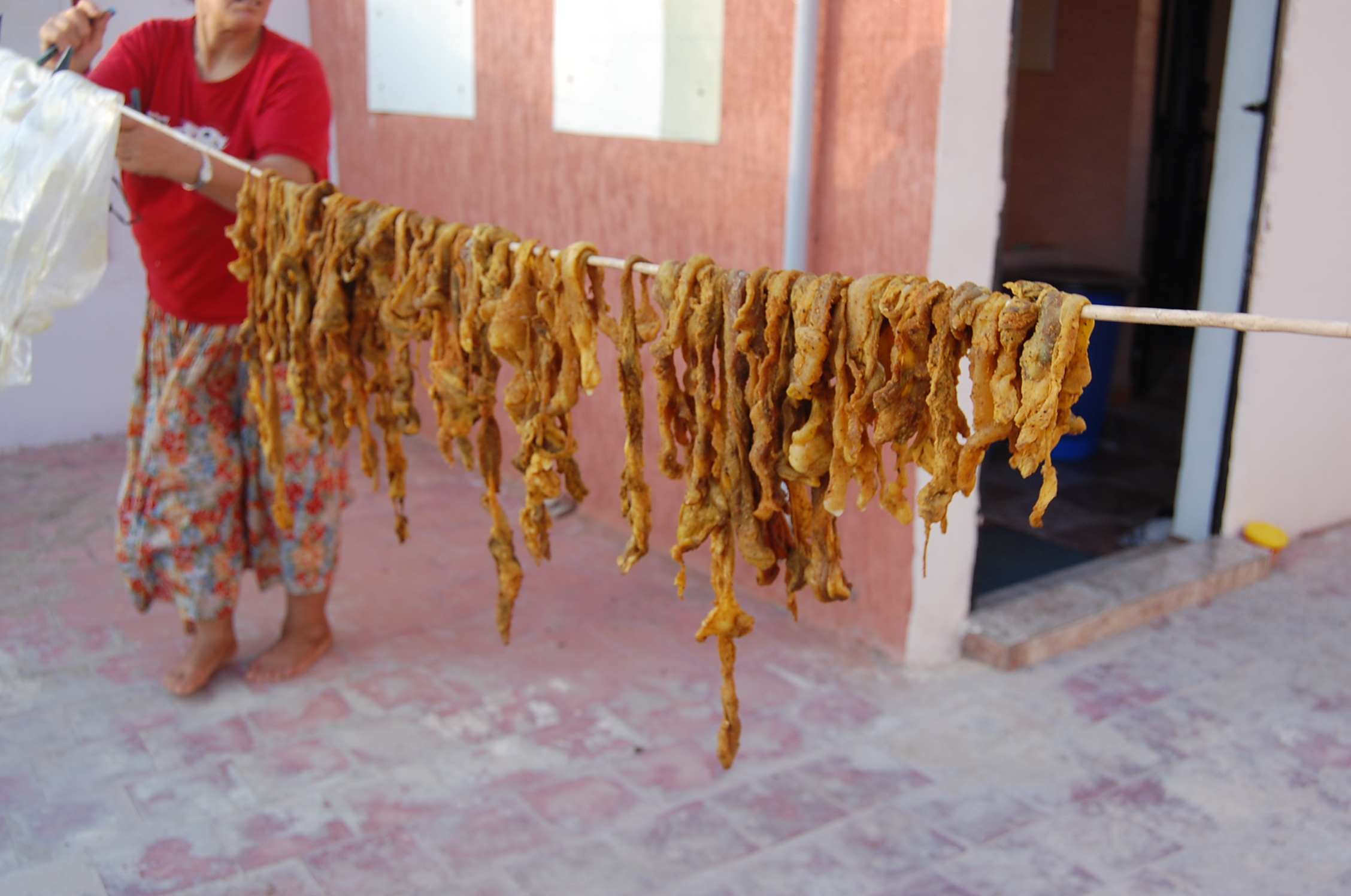
Idem.
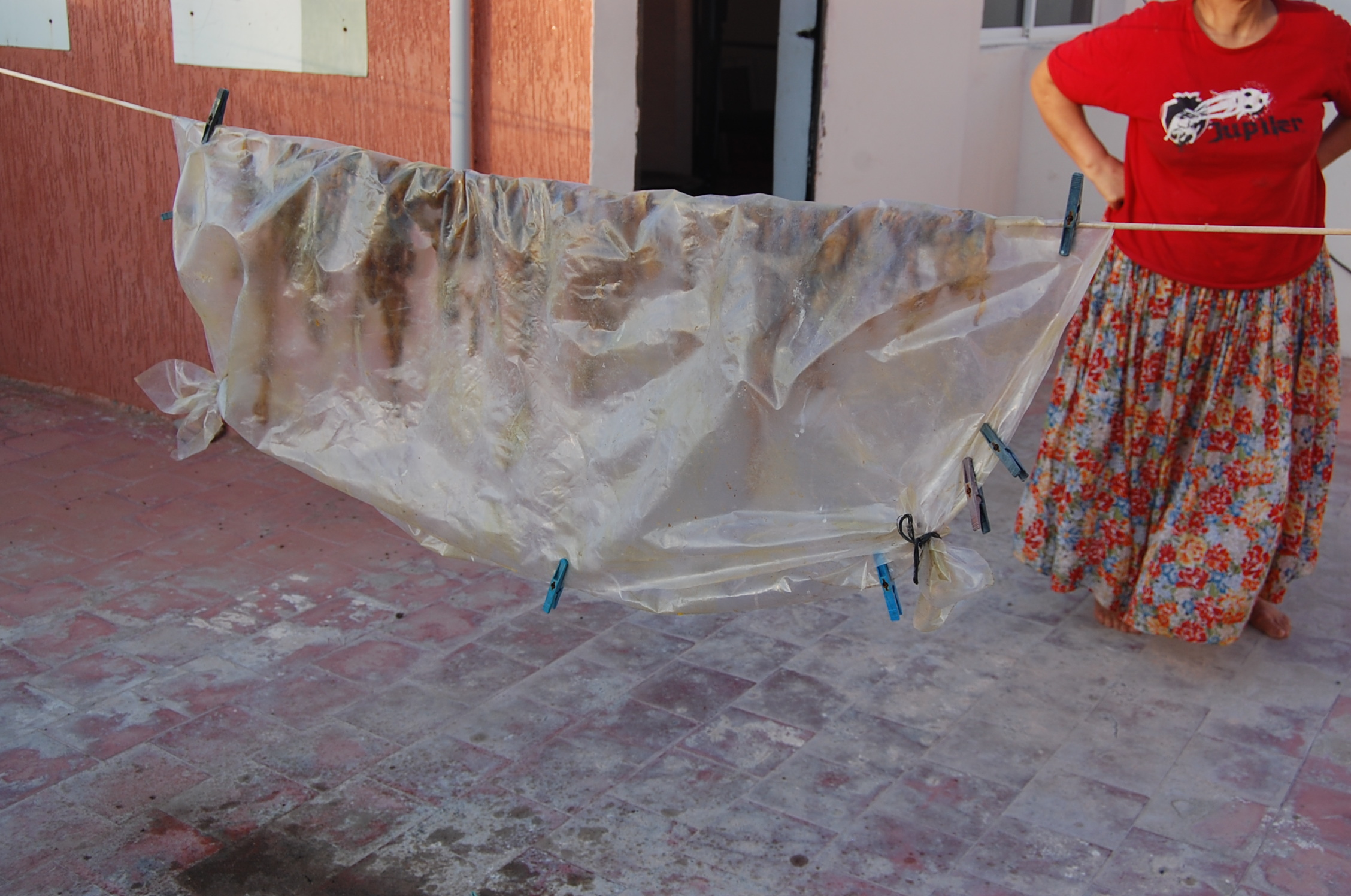
Protégés par un plastique.
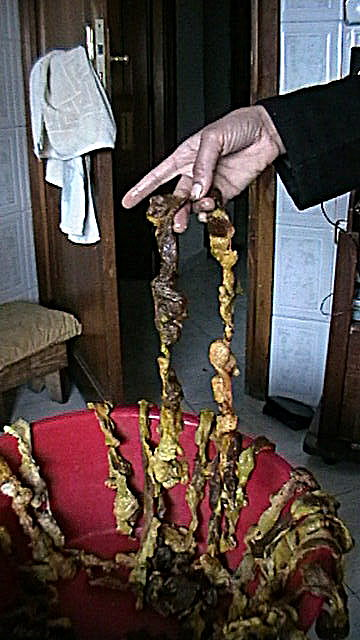
Séchage terminé.

## Consommation
En Algérie, dans la région des Aurès, les principaux mets préparés avec le gueddid sont le couscous de blé ou d’orge, el aïch (appelé berkoukès dans d’autres régions), ou encore chekhchoukhet errezam, de la galette préparée avec seulement de l’eau et du sel, puis émiettée et servie avec une sauce rouge à base de viande séchée.
(Généralement, ces plats en sauce (toujours très piquante) sont préparés en prévision des rigueurs des hivers aurésiens et restent très appréciés par les habitants de la région qui aiment, pour plus de saveur, y ajouter un peu de dh'hane (beurre clarifié).)[réf. nécessaire]
En Tunisie, le kaddid est exclusivement de la viande de côtelette et des tripes, généralement issues du mouton du sacrifice d'Aïd al-Adha. Du couscous avec du kaddid et des légumes est préparé pour célébrer le Jour de l'an dans le calendrier musulman.
Au Maroc, on préfère le guedid dans le couscous. Mais il est aussi préparé avec des lentilles ou des haricots blancs. 
La majorité du temps, le guedid est préparé avec la viande du mouton de l'Aïd al-Adha, fête musulmane.